# Момир Бркић
Момир Бркић (Требиње, 1951) српски је књижевник, новинар и глумац и редитељ.

## Биографија
Рођен је 1951. године у Требињу. Завршио је гимназију у Требињу, а студирао журналистику на Факултету политичких наука у Београду. Био је секретар КУД-а „Васо Мискин Црни” Требиње, спикер, новинар и уредник Радио Требиња, као и дописник више дневних новина. Радни вијек је завршио на позицији управника Градског позоришта Требиње. У младости се бавио фотографијом и аматерским филмом, а био је посвећен и позоришту. Писао је сценарије за аматерске филмове и текстове за позоришне представе. Режирао је више аматерских представа. Пјевао је у разним хоровима, свирао у Градском оркестру, а један од хобија му је и сликарство. Писао је поезију за дјецу и одрасле. Био је предсједник Књижевног клуба младих писаца „Свитање” из Требиња.